# Salmo 148

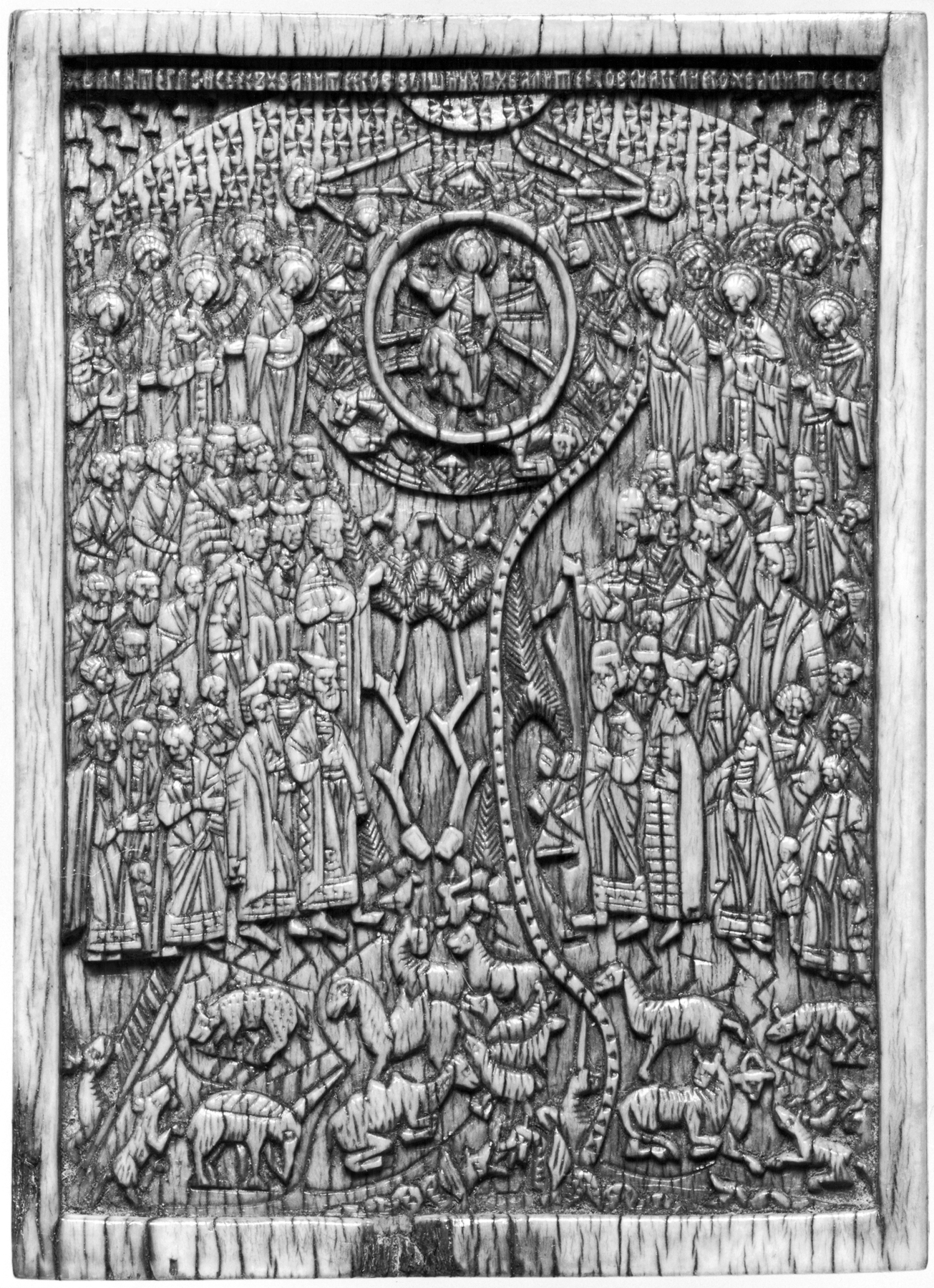
«Alabad al Señor desde los cielos»,
talla de marfil rusa del siglo XVII

El Salmo 148 es el salmo 148 del Libro de los Salmos, que comienza en inglés en la versión de la Biblia del rey Jacobo: «Alabad al Señor desde los cielos». En latín, se conoce como «Laudate Dominum de caelis». Salterio latino/inglés paralelo / Psalmus 148 medievalist.net El salmo es uno de los salmos de alabanza. Los estudiosos del Antiguo Testamento también lo han clasificado como un salmo de la creación y un salmo de sabiduría.
El salmo forma parte habitual de las liturgias judía, católica, luterana, anglicana y otras protestantes. A menudo se ha puesto música, incluyendo una composición métrica a cuatro voces en alemán de Heinrich Schütz como parte del Salterio Becker, y Salmo 148, una adaptación métrica inglesa para voz y piano escrita y compuesta por Leonard Bernstein en 1935, su primera obra conservada.

## Antecedentes y temas
En la Septuaginta, a los Salmos 145 a 148 se les da el título de «de Hageo y Zacarías». Este salmo abarca todas las creaciones de Dios, desde las alturas de los cielos, incluidos los ángeles, las estrellas y el sol y la luna, hasta la tierra, los pájaros y los insectos, y los habitantes de las profundidades del océano. Luego asciende de nuevo al hombre, y esta visión global de las creaciones de Dios le da mucho por lo que alabar a Dios. Citando al ministro de Edimburgo John Pulsford, Charles Spurgeon señala que los tres últimos salmos del Libro de los Salmos (Salmos 148, 149, y 150) forman «una tríada de alabanza maravillosa»: «El cielo está lleno de alabanza, la tierra está llena de alabanza, las alabanzas surgen de debajo de la tierra, 'todo lo que tiene aliento' se une en el éxtasis. Dios está rodeado por una creación amorosa y alabadora».
El evangelista británico G. Campbell Morgan también señala que este es un salmo de alabanza, y escribe: «¡Qué canción tan maravillosa es esta! Examínela de nuevo y observe el hecho de que no hay ninguna referencia en ella, de principio a fin, a la misericordia, la piedad o la compasión de Dios. Pero eso se debe a que no hay referencia al mal en ninguna de sus formas».
El Midrash Tehillim identifica las entidades a las que se dirigen los versículos iniciales. «Alabad al Señor desde los cielos» (v. 1) se dirige a los ángeles ministradores; «alabadlo todos vosotros, ejércitos» (v. 2) se dirige a aquellos que cumplen la voluntad de Dios. «Alabadle, sol y luna» (v. 3) se refiere a los patriarcas y matriarcas judíos que se comparan con el sol y la luna en el sueño de José (Génesis 37:9). «Alabadle, todas las estrellas de luz» (v. 3) se refiere a las personas justas, como dijo Daniel: «Y a los que hacen justos a muchos, como estrellas para siempre jamás» (Daniel 12:3). El Midrash añade: «De esto aprendes que cada [individuo justo] tiene su propia estrella en el cielo, y que su estrella brilla según sus obras».

## Texto
La siguiente tabla muestra el texto en hebreo del Salmo con vocales, junto con el texto en griego koiné de la Septuaginta y la traducción al español de la Biblia del Rey Jacobo. Tenga en cuenta que el significado puede diferir ligeramente entre estas versiones, ya que la Septuaginta y el texto masorético provienen de tradiciones textuales diferentes. En la Septuaginta, este salmo está numerado como Salmo 147.
| #  | Hebreo                                                      | Español | Griego                                                                                                  |
| -- | ----------------------------------------------------------- | --- | --- |
| 1  | הַ֥לְלוּ־יָ֨הּ ׀ הַֽלְל֣וּ אֶת־יְ֭הֹוָה מִן־הַשָּׁמַ֑יִם הַֽ֝לְל֗וּהוּ בַּמְּרוֹמִֽים׃             | Alabad al Señor. Alabad al Plantilla:Señor desde los cielos; alabadle en las alturas.                                                               | ᾿Αλληλούϊα· ᾿Αγγαίου καὶ Ζαχαρίου. - ΑΙΝΕΙΤΕ τὸν Κύριον ἐκ τῶν οὐρανῶν· αἰνεῖτε αὐτὸν ἐν τοῖς ὑψίστοις. |
| 2  | הַֽלְל֥וּהוּ כׇל־מַלְאָכָ֑יו הַ֝לְל֗וּהוּ כׇּל־צְבָאָֽו׃                            | Alabadle, todos sus ángeles; alabadle, todos sus ejércitos.                                                                                         | αἰνεῖτε αὐτόν, πάντες οἱ ἄγγελοι αὐτοῦ· αἰνεῖτε αὐτόν, πᾶσαι αἱ δυνάμεις αὐτοῦ.                         |
| 3  | הַֽ֭לְלוּהוּ שֶׁ֣מֶשׁ וְיָרֵ֑חַ הַֽ֝לְל֗וּהוּ כׇּל־כּ֥וֹכְבֵי אֽוֹר׃                        | Alabadle, sol y luna; alabadle, todas las estrellas luminosas.                                                                                      | αἰνεῖτε αὐτὸν ἥλιος καὶ σελήνη, αἰνεῖτε αὐτὸν πάντα τὰ ἄστρα καὶ τὸ φῶς.                                |
| 4  | הַֽ֭לְלוּהוּ שְׁמֵ֣י הַשָּׁמָ֑יִם וְ֝הַמַּ֗יִם אֲשֶׁ֤ר ׀ מֵעַ֬ל הַשָּׁמָֽיִם׃                     | Alabadle, cielos de los cielos, y vosotras, aguas que estáis sobre los cielos.                                                                      | αἰνεῖτε αὐτὸν οἱ οὐρανοὶ τῶν οὐρανῶν καὶ τὸ ὕδωρ τὸ ὑπεράνω τῶν οὐρανῶν.                                |
| 5  | יְֽ֭הַלְלוּ אֶת־שֵׁ֣ם יְהֹוָ֑ה כִּ֤י ה֖וּא צִוָּ֣ה וְנִבְרָֽאוּ׃                         | Alaben el nombre del Señor, porque él mandó y fueron creados.                                                                                       | αἰνεσάτωσαν τὸ ὄνομα Κυρίου, ὅτι αὐτὸς εἶπε, καὶ ἐγενήθησαν, αὐτὸς ἐνετείλατο, καὶ ἐκτίσθησαν.          |
| 6  | וַיַּעֲמִידֵ֣ם לָעַ֣ד לְעוֹלָ֑ם חׇק־נָ֝תַ֗ן וְלֹ֣א יַעֲבֽוֹר׃                         | Él también los ha establecido para siempre y eternamente; ha hecho un decreto que no pasará.                                                        | ἔστησεν αὐτὰ εἰς τὸν αἰῶνα καὶ εἰς τὸν αἰῶνα τοῦ αἰῶνος· πρόσταγμα ἔθετο, καὶ οὐ παρελεύσεται.          |
| 7  | הַֽלְל֣וּ אֶת־יְ֭הֹוָה מִן־הָאָ֑רֶץ תַּ֝נִּינִ֗ים וְכׇל־תְּהֹמֽוֹת׃                      | Alabad al Señor desde la tierra, dragones y todos los abismos:                                                                                      | αἰνεῖτε τὸν Κύριον ἐκ τῆς γῆς, δράκοντες καὶ πᾶσαι ἄβυσσοι·                                             |
| 8  | אֵ֣שׁ וּ֭בָרָד שֶׁ֣לֶג וְקִיט֑וֹר ר֥וּחַ סְ֝עָרָ֗ה עֹשָׂ֥ה דְבָרֽוֹ׃                       | Fuego y granizo; nieve y vapores; viento tempestuoso que cumple su palabra:                                                                         | πῦρ, χάλαζα, χιών, κρύσταλλος, πνεῦμα καταιγίδος, τὰ ποιοῦντα τὸν λόγον αὐτοῦ·                          |
| 9  | הֶהָרִ֥ים וְכׇל־גְּבָע֑וֹת עֵ֥ץ פְּ֝רִ֗י וְכׇל־אֲרָזִֽים׃                           | Las montañas y todas las colinas; los árboles frutales y todos los cedros:                                                                          | τὰ ὄρη καὶ πάντες οἱ βουνοί, ξύλα καρποφόρα καὶ πᾶσαι κέδροι·                                           |
| 10 | הַחַיָּ֥ה וְכׇל־בְּהֵמָ֑ה רֶ֝֗מֶשׂ וְצִפּ֥וֹר כָּנָֽף׃                                | Las bestias y todo el ganado; los reptiles y las aves voladoras:                                                                                    | τὰ θηρία καὶ πάντα τὰ κτήνη, ἑρπετὰ καὶ πετεινὰ πτερωτά·                                                |
| 11 | מַלְכֵי־אֶ֭רֶץ וְכׇל־לְאֻמִּ֑ים שָׂ֝רִ֗ים וְכׇל־שֹׁ֥פְטֵי אָֽרֶץ׃                       | Reyes de la tierra y todos los pueblos; príncipes y todos los jueces de la tierra:                                                                  | βασιλεῖς τῆς γῆς καὶ πάντες λαοί, ἄρχοντες καὶ πάντες κριταὶ γῆς·                                       |
| 12 | בַּחוּרִ֥ים וְגַם־בְּתוּל֑וֹת זְ֝קֵנִ֗ים עִם־נְעָרִֽים׃                           | Tanto los jóvenes como las doncellas, los ancianos y los niños.                                                                                     | νεανίσκοι καὶ παρθένοι, πρεσβύτεροι μετὰ νεωτέρων·                                                      |
| 13 | יְהַלְל֤וּ ׀ אֶת־שֵׁ֬ם יְהֹוָ֗ה כִּֽי־נִשְׂגָּ֣ב שְׁמ֣וֹ לְבַדּ֑וֹ ה֝וֹד֗וֹ עַל־אֶ֥רֶץ וְשָׁמָֽיִם׃      | Alaben el nombre del Señor, porque solo su nombre es excelente; su gloria está por encima de la tierra y del cielo.                                 | αἰνεσάτωσαν τὸ ὄνομα Κυρίου, ὅτι ὑψώθη τὸ ὄνομα αὐτοῦ μόνου· ἡ ἐξομολόγησις αὐτοῦ ἐπὶ γῆς καὶ οὐρανοῦ.  |
| 14 | וַיָּ֤רֶם קֶ֨רֶן ׀ לְעַמּ֡וֹ תְּהִלָּ֤ה לְֽכׇל־חֲסִידָ֗יו לִבְנֵ֣י יִ֭שְׂרָאֵל עַ֥ם קְרֹב֗וֹ הַֽלְלוּ־יָֽהּ׃ | Él también exalta el cuerno de su pueblo, la alabanza de todos sus santos; incluso de los hijos de Israel, un pueblo cercano a él. Alabad al Señor. | καὶ ὑψώσει κέρας λαοῦ αὐτοῦ· ὕμνος πᾶσι τοῖς ὁσίοις αὐτοῦ, τοῖς υἱοῖς ᾿Ισραήλ, λαῷ ἐγγίζοντι αὐτῷ.      |

### Versión King James
1. Alabad al Señor. Alabad al Señor desde los cielos: alabadlo en las alturas.
2. Alabadlo, todos sus ángeles: alabadlo, todos sus ejércitos.
3. Alabadlo, sol y luna: alabadlo, todas las estrellas de luz.
4. Alabadlo, cielos de los cielos, y aguas que están sobre los cielos.
5. Alaben el nombre del Señor: porque él mandó, y fueron creados.
6. Él también los ha establecido para siempre y para siempre: él ha hecho un decreto que no pasará.
7. Alaben al Señor desde la tierra, dragones y todas las profundidades:
8. Fuego y granizo; nieve y vapores; viento tormentoso que cumple su palabra:
9. Montañas y todas las colinas; árboles frutales y todos los cedros:
10. Bestias y todo el ganado; reptiles y aves voladoras:
11. Reyes de la tierra y todos los pueblos; príncipes y todos los jueces de la tierra:
12. Tanto jóvenes como doncellas; ancianos y niños:
13. Que alaben el nombre del Señor; porque solo su nombre es excelente; su gloria está por encima de la tierra y el cielo.
14. Él también exalta el poder de su pueblo, la alabanza de todos sus santos; incluso de los niños
15. Alaben el nombre del Señor; porque solo su nombre es excelso; su gloria está por encima de la tierra y del cielo.
16. Él también exalta el poder de su pueblo, la alabanza de todos sus santos; incluso de los hijos de Israel, un pueblo cercano a él. Alabado sea el Señor.

## Comentarios

### De la Iglesia católica

#### A todo el salmo
Este salmo convoca a toda la creación a alabar al Señor, detallando quiénes deben hacerlo y por qué motivos. Continúa la línea del salmo anterior, que destacaba la belleza de la alabanza (cf. Sal 147,1) y la obediencia de la naturaleza a las órdenes de Dios. Mientras que el Salmo 147 dirigía su llamado especialmente a Israel (v. 12), este lo amplía a todos los seres, tanto celestiales como terrenales. La estructura del salmo divide la invitación en dos partes: primero se convoca a los habitantes del cielo (vv. 1-6), y luego a los de la tierra (vv. 7-14). En cada caso, se enumeran los participantes (vv. 2-4; 7b-12) y se exponen las razones para alabar (vv. 5-6; 13-14a). El cierre del salmo expresa el deseo de que Israel sea el pueblo que encabece esta alabanza (v. 14b). Este canto de alabanza alcanza su plenitud en el anuncio del nacimiento de Jesús, cuando los ángeles glorificaron a Dios y proclamaron la paz sobre la tierra. El cristiano, junto con toda la creación, se une a ese himno eterno.

#### A los versículos 1-12
Este salmo guarda una notable semejanza con el cántico de los tres jóvenes en el libro de Daniel, como si este último se hubiera inspirado en él. Ambos textos comparten una estructura de alabanza en cadena, donde cada elemento de la creación es convocado a glorificar al Señor. En el ámbito celestial (cf. v. 1), los primeros llamados a alabar son los ángeles, servidores fieles de Dios (cf. Sal 91,11), identificados aquí también como “ejércitos”. Les siguen los cuerpos celestes, como el sol, la luna y las estrellas (v. 3), y luego los “cielos de los cielos” (v. 4), considerados en la cosmovisión antigua como el nivel más alto del universo, donde se hallan las aguas que Dios controla para enviar la lluvia.
La razón de esta alabanza celestial es clara: Dios ha establecido el orden y la permanencia del cosmos mediante su palabra creadora, como narra el Génesis (cf. Gn 1,1-24). Su autoridad sostiene la armonía del universo.
La segunda parte del salmo se centra en la tierra, entendida en un sentido amplio: incluye tanto el suelo firme como los océanos, percibidos en la mentalidad semita como regiones misteriosas y caóticas, habitadas por criaturas temibles. A este canto se suman los elementos del clima (v. 8), los elementos inertes de la naturaleza, el mundo vegetal y animal (vv. 9-10), y finalmente toda la humanidad, sin distinción de edad, rango o condición social (vv. 11-12). Así, toda la creación, desde los ángeles hasta el ser humano, forma un coro universal de alabanza al Creador.

#### A los versículos 13-14
En todos los seres mencionados a lo largo del salmo —celestiales y terrenales— se revela la gloria de Dios, es decir, su «Nombre», manifestado en el poder que se refleja en la creación y en la «majestad» que muestra al engrandecer a su pueblo (v. 14a). Por eso, Israel, al haber sido exaltado por el Señor, es llamado a encabezar esta alabanza desde la tierra, siendo el pueblo que representa a todos en la adoración a Dios (v. 14b). La liturgia de la Iglesia retoma este salmo en la solemnidad del Santísimo Cuerpo y Sangre de Cristo, como expresión del homenaje que toda la creación rinde al Señor. En esta celebración, la alabanza une cielo y tierra en un único coro que reconoce la presencia salvadora de Dios en la Eucaristía.

Toda nuestra vida presente debe discurrir en la alabanza de Dios, porque en ella debe consistir la alegría sempiterna de la vida futura; y nadie puede hacerse idóneo de la vida futura, si no se ejercita ahora en esta alabanza. Ahora, alabamos a Dios, pero también le rogamos. Nuestra alabanza incluye la alegría, la oración, el gemido. Es que se nos ha prometido algo que todavía no poseemos; y, porque es veraz el que lo ha prometido, nos alegramos por la esperanza; mas, porque todavía no lo poseemos, gemimos por el deseo. Es cosa buena perseverar en este deseo, hasta que llegue lo prometido; entonces cesará el gemido y subsistirá únicamente la alabanza.

## Versículo 14
Ha exaltado el cuerno de Su pueblo,
La alabanza de todos Sus santos
De los hijos de Israel,
Un pueblo cercano a Él.
¡Alabado sea el Señor!
Matthew Poole señala que en las Escrituras, el «cuerno» generalmente denota «fuerza, victoria, gloria y felicidad».

## Usos

### Judaísmo
Alexander Kirkpatrick observa que este salmo fue «obviamente escrito para uso litúrgico». Se recita en su totalidad durante el Pesukei Dezimra, la primera sección del servicio diario de oración matutina.
Los versículos 1-6 se recitan al comienzo del Kidush Levaná en la tradición asquenazí, y durante la misma oración en algunas tradiciones sefardíes. Los versículos 1-6 también se recitan durante el Birkat Hachama, la bendición del sol.
El versículo 7 es el versículo que dicen los monstruos marinos en el antiguo texto del Perek Shirah.
La primera parte del versículo 13, que comienza con la palabra «Yehallelu», la dice el «Hazzan» cuando devuelve el rollo de la Torá al arca durante los servicios matutinos; la congregación recita la última parte de este versículo y continúa con el recital del versículo 14.  En el rito italiano, comienzan con el versículo 12.

### Iglesia católica

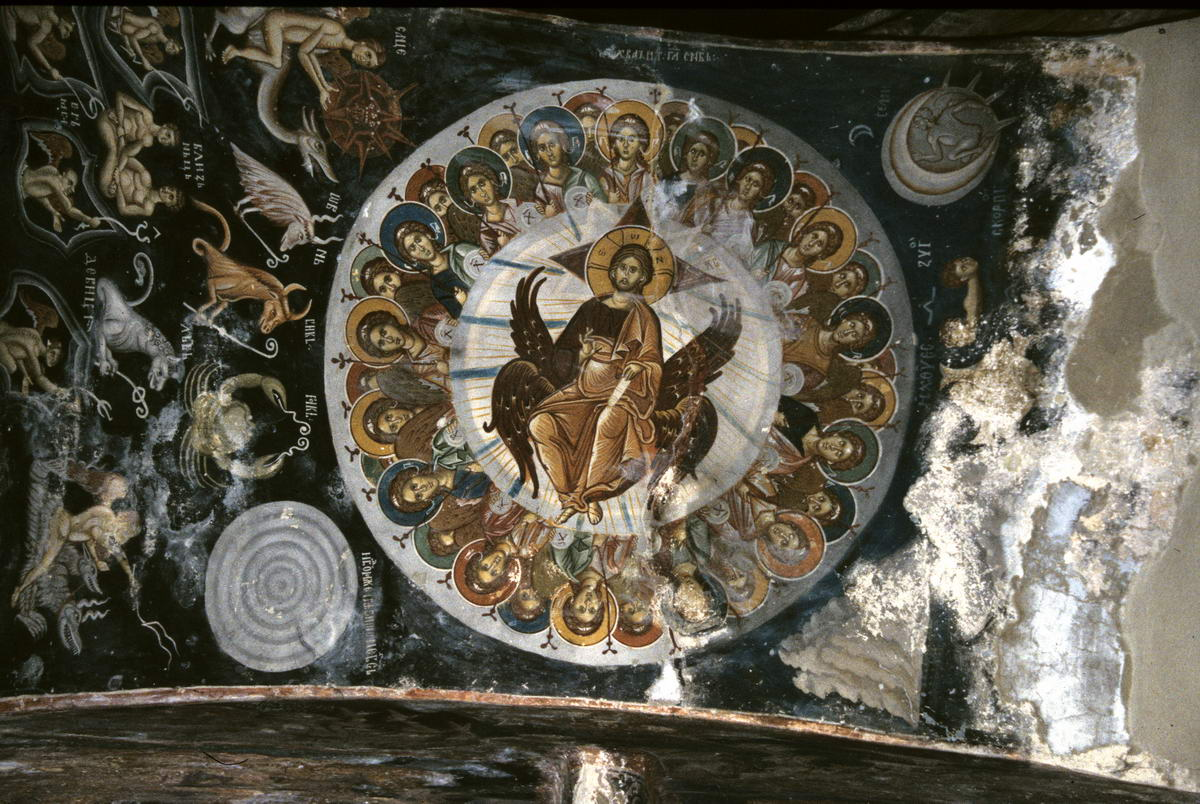
Ilustración del Salmo 148 en el monasterio de Lesnovo, siglo XIV

El Salmo 148 es uno de los Salmos Laudate y se cantaba como uno de un trío de salmos, los Salmos 148, 149 y 150, durante las Laudes en el rito romano. Alrededor del año 530 d. C., San Benedicto de Nursia eligió estos tres salmos para el oficio de la mañana que se celebraba a diario.  En la Liturgia de las Horas, el Salmo 148 se recita durante las Laudes dominicales de la tercera semana.

### Libro de Oración Común
En el «Libro de Oración Común» de la Iglesia de Inglaterra, este salmo está destinado a ser leído la tarde del trigésimo día del mes.

### Iglesia Ortodoxa Copta
Los salmos 148, 149 y 150 constituyen juntos el cuarto Hoos (o cuarto Cántico) del Tasbeha, la Alabanza de Medianoche de la Iglesia Ortodoxa Copta.

### Literatura
John Milton parafraseó algunos de los elogios de este salmo en su poema épico Paraíso perdido, libro 5.

### Arquitectura
Los edificios de las iglesias se han decorado con criaturas mencionadas en el Salmo 148, incluida la Capilla de Honan irlandesa, que hace referencia a él en inscripciones y mosaicos. y Iglesia de San Juan Evangelista, Crawshawbooth, Escocia, con tallas. La Riverside Church de Manhattan presenta elementos mencionados en el Salmo 148 tallados en roble en los extremos de la sillería del coro.

## Ajustes musicales
«Erfreue dich, Himmel, erfreue dich, Erde» es un himno en alemán, en el que Maria Luise Thurmair parafraseó el Salmo 148 en 1969, basado en un antiguo villancico.
Heinrich Schütz compuso una versión métrica alemana en cuatro partes para el Salterio de Bach: «Lobet, ihr Himmel, Gott den Herrn (Alabad, cielos, a Dios, el Señor)», SWV 253. Marc-Antoine Charpentier compuso en 1679-1680 una «“”Laudate Dominum de coelis“”», H.177, para tres voces, dos instrumentos agudos y bajo continuo. 
Darwall's 148th es la adaptación musical de John Darwell para el Salmo 148, compuesta para la inauguración de un nuevo órgano en la iglesia parroquial de Walsall, entonces en Staffordshire, Inglaterra. 
Los seis primeros versículos del Salmo 148 se han puesto en música como una canción en hebreo. El compositor estadounidense Leonard Bernstein adaptó el texto para su Salmo 148, una composición para voz y piano fechada en 1935, su primera composición conservada. Alan Hovhaness adaptó el texto en 1958 para su arreglo para coro y órgano, dividido en dos piezas separadas (opus 160 Praise Ye Him, All His Angels y 160a Let Them Praise the Name of the Lord) cuando fue publicado por C.F. Peters.